# Église Notre-Dame de Boresse
L'église Notre-Dame de Boresse est une église située à Boresse, dans le département français de la Charente-Maritime en région Nouvelle-Aquitaine.

## Historique
L'église est inscrite au titre des monuments historiques par arrêté du 22 août 1949.

## Galerie

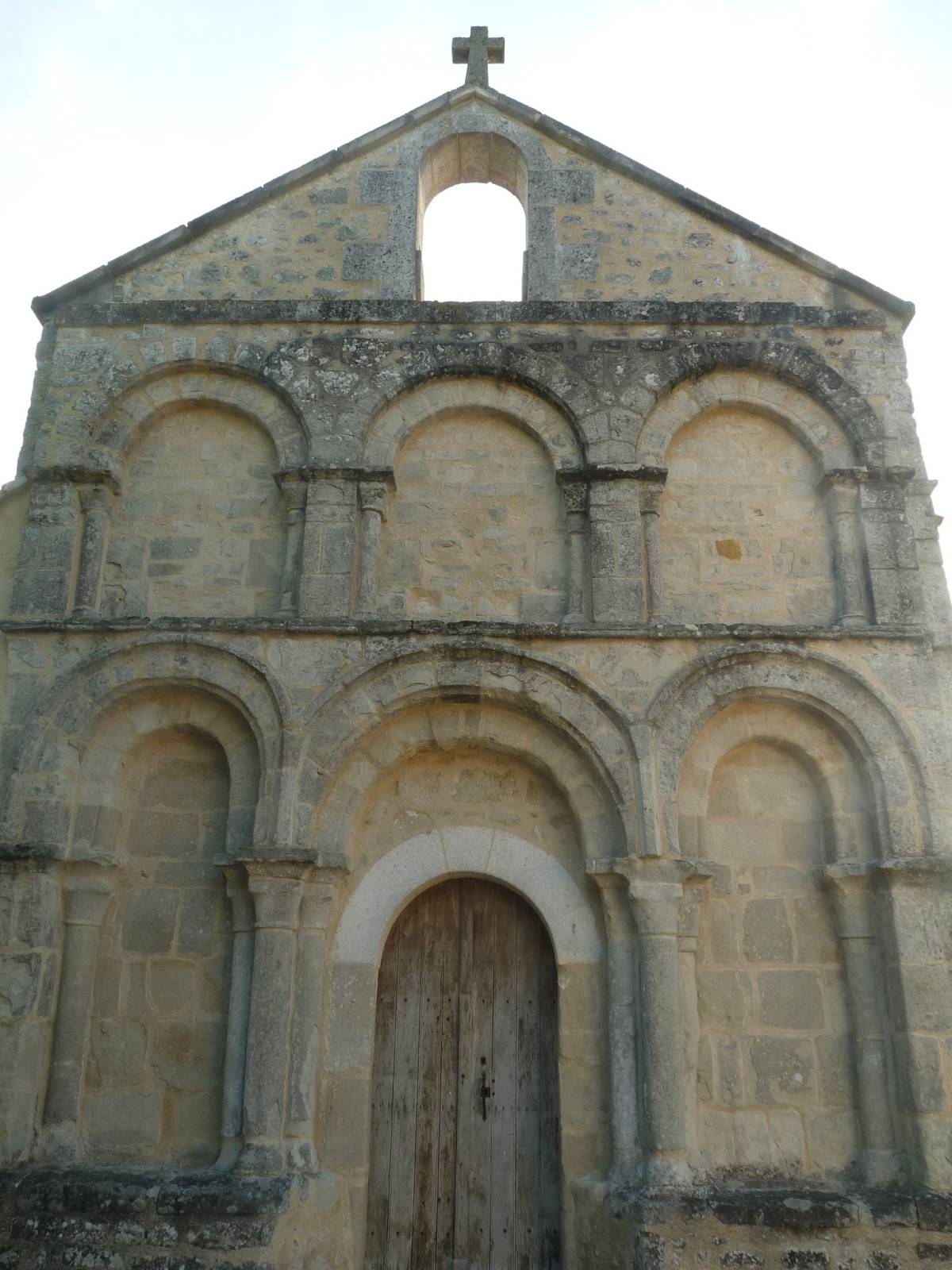